# Monte Plata (prowincja)
Monte Plata jest to jedna z 32 prowincji Dominikany. Stolicą prowincji jest miasto Monte Plata.

## Opis
Prowincja Dominikany, zajmuje powierzchnię 2 602 km² i liczy 185 956 mieszkańców 1 grudnia 2010.

## Gminy
| Lp.     | Gmina                 | Liczba ludności (2010) | Powierzchnia (km²) |
| ------- | --------------------- | ---------------------- | ------------------ |
| 1       | Bayaguana             | 31 889                 | 873                |
| 2       | Monte Plata           | 46 723                 | 631                |
| 3       | Peralvillo            | 20 900                 | 136                |
| 4       | Sabana Grande de Boyá | 31 096                 | 572                |
| 5       | Yamasá                | 55 348                 | 434                |
| Łącznie |                       | 185 956                | 2 602              |